# 瓦哈卡石頭湯
瓦哈卡石頭湯（西班牙語：Caldo de piedra）是墨西哥瓦哈卡州獨有的菜式，特點是用燒熱的石頭的煮熟材料後食用。
做法是在碗中盛蕃茄、辣椒、蒜頭、土荊芥、小紅洋蔥、魚和蝦，各種植物材料先用臼爛。燒熱石頭使之呈白色，在碗中注入冷水。把石頭放入碗中，直到材料熟後取出。
湯傳統上是由男性製作，讓女性休息，以表達對婦女的尊重。